# Kupino
Kupino (rusky Купино) je město v Novosibirské oblasti v Ruské federaci. Při sčítání lidu v roce 2010 mělo bezmála patnáct tisíc obyvatel.

## Poloha
Kupino leží na jihovýchodě Západosibiřské roviny. Od Novosibirsku, správního střediska oblasti, je vzdáleno přibližně 580 kilometrů západojihozápadně, naopak kazašsko-ruská hranice leží jen několik desítek kilometrů západně od města.

## Dějiny
Kupino vzniklo jako vesnička v roce 1886 a jméno získalo podle rodiny svých prvních obyvatel.
Městem je od roku 1944.